# استفانی تالبوت
استفانی تالبوت (زادهٔ ۱۵ ژوئن ۱۹۹۴) یک بازیکن حرفه‌ای بسکتبال اهل استرالیا است که برای تیم لس آنجلس اسپارکس در WNBA بازی می‌کند.
تالبوت عضو تیم ملی بسکتبال زنان استرالیا (اوپالز) در المپیک توکیو ۲۰۲۰ بود. تیم اوپالز پس از شکست مقابل ایالات متحده در مرحله یک‌چهارم نهایی از دور مسابقات حذف شد.

## دوران حرفه‌ای

### لیگ بسکتبال زنان
تالبوت در سن ۱۷ سالگی، کار خود را با بازی در تیم آدلاید لایتنینگ برای فصل WNBL ۲۰۱۱–۱۲ آغاز کرد. در فصل دوم خود، تالبوت به عنوان یکی از آینده‌دارترین بازیکنان WNBL شناخته شد و جایزه بت واتسون تازه‌کار سال را در سال ۲۰۱۳ دریافت کرد. در هنگام دریافت جایزه‌اش، تالبوت در پاسخ به این سوال که از بازی با المپین‌ها سوزی بتکوویچ، لورا هاجز و جنیفر اسکرین چه آموخته است، گفت: "خیلی زیاد".
در سال ۲۰۱۸، تالبوت پس از دو فصل بازی در اروپا به لیگ بازگشت و با ملبورن بومرز قرارداد امضا کرد. این اولین فصل حضور او در لیگ پس از بازی در اروپا بود.
در سال ۲۰۱۹، اعلام شد که تالبوت به آدلاید لایتنینگ بازخواهد گشت و به تیم نخستین خود در WNBL و زادگاهش بازمی‌گردد.
در سال ۲۰۲۰، تالبوت برای دومین فصل متوالی با آدلاید لایتنینگ قرارداد بست.

### انجمن بسکتبال زنان
در سال ۲۰۱۴، تالبوت نام خود را برای "درفت WNBA" ثبت کرد و در دور سوم (۳۳ام کلی) توسط فینکس مرکوری انتخاب شد. با این حال، تالبوت تصمیم گرفت در فصل ۲۰۱۴–20۱۵ برای تیم کانبرا کپیتالز بازی کند. در سال ۲۰۱۷، فینکس مرکوری تالبوت را دوباره به کار گرفت.
در سال ۲۰۱۹، تالبوت پس از دو فصل بازی در فینکس مرکوری به تیم مینه‌سوتا لینکوس منتقل شد. در فصل خارج از WNBA، او به نیویورک لیبرتی برای انتخاب درفت اریکا اوگومایک مبادله شد.
پس از انتخاب به کنار گذاشتن فصل ۲۰۲۰، حقوق تالبوت در اختیار نیویورک لیبرتی باقی ماند. در فوریه ۲۰۲۱، نیویورک لیبرتی حقوق مذاکراتی خود را به سیاتل استورم منتقل کرد. تالبوت سپس با قراردادی برای کمپ تمرینی به سیاتل استورم پیوست. در سال ۲۰۲۳، تالبوت به تیم لس آنجلس اسپارکس پیوست.

### تیم ملی
تالبوت به عنوان یکی از بهترین بازیکنان جوان استرالیا در سنین زیر ۱۹ سال مطرح شد و اولین بار در مسابقات مسابقات قهرمانی جوانان اقیانوسیه فیبا ۲۰۰۹ در پاپوآ گینه نو حضور یافت. تیم استرالیا به قهرمانی رسید و تالبوت با میانگین ۱۶.۴ امتیاز، ۴.۴ ریباند و ۲.۸ پاس منجر به گل در هر بازی عملکرد درخشانی داشت.
در سال ۲۰۱۳، تالبوت در تیم زیر ۱۹ سال استرالیا (ایمردز) بازی کرد و به تیم کمک کرد تا در مسابقات قهرمانی جهان زنان زیر ۱۹ سال فیبا ۲۰۱۳ به مدال برنز برسد. او میانگین ۱۳.۲ امتیاز، ۸.۶ ریباند و ۱.۲ پاس منجر به گل در هر بازی داشت و به عنوان یکی از بازیکنان برجسته تورنمنت شناخته شد.

### تیم ملی بزرگسالان
تالبوت اولین بازی خود را برای تیم ملی بزرگسالان استرالیا (اوپالز) در جام جهانی بسکتبال زنان فیبا ۲۰۱۴ انجام داد. او نقش مهمی در تیم ایفا کرد و به تیم کمک کرد تا به مرحله نیمه‌نهایی برسد. در بازی‌های المپیک تابستانی ۲۰۱۶، تالبوت یکی از جوانترین بازیکنان تیم بود و عملکرد خوبی از خود به نمایش گذاشت.
در سال ۲۰۱۸، تالبوت در جام جهانی بسکتبال زنان فیبا ۲۰۱۸ حضور داشت و با تیم استرالیا به مدال نقره رسید. او در بازی‌های المپیک تابستانی ۲۰۲۰ نیز حضور داشت، جایی که تیم اوپالز در مرحله یک‌چهارم نهایی از دور مسابقات حذف شد.